# 一夫多妻制
- 在厄立特里亚、印度、菲律宾、新加坡和斯里兰卡一夫多妻只对穆斯林合法。
- 在尼日利亚和南非，穆斯林依法承认基于习惯法的一夫多妻制婚姻。
- 在毛里求斯，一夫多妻并不被法律认可，但穆斯林男性可以“娶”最多四名女性，但法律并不承认她们的“妻子”地位。

- 在厄立特里亚、印度、菲律宾、新加坡和斯里兰卡一夫多妻只对穆斯林合法。
- 在尼日利亚和南非，穆斯林依法承认基于习惯法的一夫多妻制婚姻。
- 在毛里求斯，一夫多妻并不被法律认可，但穆斯林男性可以“娶”最多四名女性，但法律并不承认她们的“妻子”地位。

一夫多妻制，是指一个男子同时娶两个或两个以上女子为配偶，而這些女子同時僅有此一個丈夫的婚姻形式，可分為「平妻」和「一夫多妻（多妾）」。而多數情況下，一夫一妻（多妾）並不被認作一夫多妻的形式之一。在一些伊斯蘭教國家與穆斯林為主的地區，属于“平妻制”的一夫多妻仍是官方合法的婚姻形式。在另一些国家與地区，由于法律的不可追溯性，在一夫一妻制原则确立之前形成的多妻婚姻，具有合法性。还有一些国家则不承认、不保护任何形式的一夫多妻制婚姻形式。雖然一夫一妻制才是现在大多数国家法定的婚姻制度，但社會上依然可見男子在一夫一妻的婚姻之外保持众多情人的行爲型態，并往往以婚外同居、包二奶等形式存在，这些情婦、二奶或公开或秘密地受到其男性伴侶的经济支持，并且有可能被允许生下孩子，形成一名男子在法定婚姻家庭下同时维持另一个（或更多）的家庭、供养婚外情人及其所生育的非婚生子女的“一夫多妻”事实。

## 定义
在文化人类学中，一夫多妻是一种一个男人同时有多于一位妻子的婚姻习俗。这习俗是多配偶制的通常的形式。一个男人可以同时与多位女人结婚，或一个已婚男人同时与多位女人结婚。相反的形式是一位女人同时拥有多过一位丈夫，即一妻多夫。
值得留意是不論在人类或动物中，雄性或雌性都仍可能外遇。一夫多妻是指组织起社会的一种正式和长期的关系，而不是对实际行为的详细表达。

## 歷史和由來
大多數哺乳動物為一夫多妻制，人類學研究的主流觀點認為人類原本也是一夫多妻制的，只是少數文化（特別是西歐）因未確認的原因演變出一夫一妻的社會制度，並因為西方殖民的歷史而傳到全世界成為主流。現今許多傳統文化仍保有此習俗。
目前常見解釋一夫多妻制的假說包括：
- 男性貧富差距夠大時，就算許多女性共用一位富有的男性，這些女性的後代仍可以繼承到較多資源
- 遺產容易分配且不具競爭性，例如農業社會為了維持土地，容易朝一夫一妻制發展
- 當女性是重要的勞動者時，可能透過增加妻室來增加家庭中的勞動人力
- 在父系社會或從夫居社會，因男性權力較大，女性無法拒絕
- 性別比例失衡，女性過多
- 人口密度低、社會結構簡單，不用處理單身男性的犯罪問題
- 沒有性病問題

早期古代社会，一夫多妻制广泛存在，而随着基徒教文明（早在基督化前的古希臘羅馬，便有一夫一妻傳統）的傳播，一夫一妻制逐渐取代各地傳統文化。中世纪欧洲随着基督教广泛传播，开始奉行一夫一妻制；但是并不严格禁止男性与配偶之外的女性保持情人关系甚至生育后代，例如在《圣经》中就记载，亚伯拉罕和妻子撒拉没有孩子，就与其侍女生育了后代；在中世纪欧洲流行的骑士文化中，和有夫之妇或有婦之夫的情人关系甚至成为社会风俗的重要组成部分。
东亚诸国自近代以来，民俗相繼轉為一夫一妻制，逐漸淘汰“纳妾”行为。但是法律上不見得都明文規定。像日本的婚姻法，還保留天皇可以娶側室的空間；香港英治時期、澳門葡治時期前期，延襲大清律例，允許娶妾。像澳門賭王何鴻燊除合法的一妻一妾外，另有两位无法律关系的姨太太。
在美洲和大洋洲，婚姻制度较为原始并且多样；近代以来，随着欧洲对外殖民，一夫一妻的婚姻形态被殖民者带至这些地方并广泛确立为法定婚姻制度。亚洲除东亚以外的其他地区和非洲地区仍然广泛奉行一夫多妻制。
由于《古兰经》明确表示回教徒可以娶多名妻子（参见：回教婚姻法學），因此大多回教国家法律承认多妻婚姻的合法性。极少数的世俗回教国家，如土耳其、突尼斯法律上禁止多妻婚姻（民間則不一定）。在2011年利比亚内战后，利比亚恢复多妻婚姻的合法性。穆斯林人口占一定比例的国家，如新加坡、斯里兰卡、菲律賓等禁止一般人多妻，但对回教徒允许。厄立特里亚的特定实行伊斯兰教法的地区允许。毛里求斯法律不承认回教徒的多妻。

## 各地区法律现状

僅穆斯林合法
合法
僅部分地區合法（印度尼西亚）
不合法但無刑罰
不合法且有刑罰
未知

各国现代法律对一夫多妻的大致规定如图所示。

### 東亞地区

#### 中国古代
在早期的古代中国（即夏商周），貴族實行多妻制，此時的“妾”是配偶的一種，等級低於“妻”。
在中國傳統社會的婚姻制度中，為避免封建制度的繼承關係混亂，“一夫一妻制”和「嫡长子继承制」成为宗法制度的基本原則，在很多朝代的法律中都給以明確的規定。但在實際生活中“一妻”的原則卻未必被普遍遵守，有時會平妻的狀況。譬如晉朝的賈充，獲皇帝允許有李婉、郭槐兩個正妻。敦煌出土唐天宝年间的户籍册中，可以发现许多二妻、三妻之家。在此后诸多金石雕刻和文学作品中也多有一夫多妻的记载。
貴族男子和特定情況下的平民男子可以納妾，“妾”的身份比正妻為低。所以中国古代的“一夫一妻制”，实际上是“一夫一妻多妾”的形式。三者之中，妻是正式配偶，須明媒正娶，稱為“正妻”（或称正房、嫡妻、正室）所生子嗣稱爲“嫡出”，具有正統法理的繼承權利。極少數情況中，男子可以有一名與正妻地位接近的妻子，稱為平妻。除正妻以外，男子可以擁有數量不等的妾，俗稱“偏房”、“側室”、「庶妻」，比妾地位更低的則是姬侍。妾和姬侍（以出身婢女常见）所生子嗣稱爲“庶出”，地位較低，妾以較為簡單的儀式所納，所生的子嗣即「庶子」仍可能有資格繼承家族遺產。姬侍所生子嗣，称婢生子，在法律上与奸生子同属非婚生子女，甚至有時不被視為家庭成員。男子在家庭之外供养、与妻妾不同居的女性则称为外室。
值得注意的是，中国古代妻与妾有严格区别，而且在大多数朝代，一般情況男子在只能有一个妻，一般称正室、元配（如是皇帝的妻则称皇后，皇帝的妾室为嫔妃），妻以外的其他配偶都是妾。妻的家族是丈夫的亲族，如发生诛三族、诛九族等情况时，会相互受到牵连。而妾由于出身低微，地位低下，其家族与丈夫的家族基本无关。妻与妾生育的子女待遇也有显著区别，前者称“嫡出”，后者称“庶出”，一般只有嫡子才有继承父亲职位爵位的资格。对于纳妾也有一些规定，比如明代，朝廷明確規定：官員不可納妓為妾，否則革去官職，永不敘用。
清兵入关前的满洲社会奉行一夫多妻多妾制，诸位妻子之间并无一夫一妻多妾制下的嫡庶之分。满语贵族之妻则称福晋，贵族可能有多位福晋。众福晋之下，是小福晋、小妻（buya sargan）、婢妾（gucihi）。入关后，嫡庶之分日渐分明。乾隆时，兼祧具有合法性后。民间通常将以兼祧名义再娶，并將再娶之妻认为是另一房的嫡妻，或直接認作平妻。清朝政府後來对此采取了变通的作法，不承认二次或多次娶妻构成的重婚，而视后娶之妻为妾。

#### 現代中國大陸
宣統退位後，中华民国建立，虽男女平等思想兴起，但社会风气未变，民间纳妾之风盛行。北洋政府时期，在法律中，男性与妾不是婚姻关系，而是合法的契约关系。法律中，称男性为“家长”，妾即家属之一。妾室享有私产持有权、被赡养权与一定的遗产继承权等。同时有对男性保持贞操的义务。1930年，南京国民政府公布《民法·亲属编》，採行男女地位平等的一夫一妻制。此法律中，虽未提及“妾”，但此后的司法解释和司法实践中，妾的家属身份仍被认可。1935年，修订刑法后，未得到妻子认可的纳妾行为被视为通奸。
在纳妾盛行的背景下，民间依旧沿袭清代兼祧习俗，将妾视同正妻，即平妻。京劇名演員梅蘭芳先娶王明華。1921年，以兼祧名义娶福芝芳。1927年，再度以兼祧名义娶孟小冬。国民政府只能做到要求高级官员不要纳妾。但此后官员纳妾并非个别现象。中国共产党成立后，提倡男女平等，但从中国共产党高级领导人到普通党员，重婚现象并不少见——与納妾制的不同之处在于，他們在与妻子分居的情况下，与其她女性结婚，与前一位妻子既不离婚，也不共同生活，如朱德和他的三位妻子（劉從珍、陈玉珍、康克清）。
中华人民共和国建立后，中國大陆從法律上和社會生活中嚴格禁止了“納妾制”。然而現實生活中，由於男女經濟地位的不對等，法律難以干涉到的個人生活領域，男性以財物供養的方式、在有妻子有家庭的同時和其他一名乃至多名女性保持“事實婚姻”狀態的情況（通常所说的包二奶），仍屢見不鮮。
中華人民共和國于1950年实行的《婚姻法》规定一夫多妻不合法。此后，在境外成立合法的多妻婚姻，亦不会获得中国法院的承认。同时由于法律不可追溯性，之前成立的多妻家庭，仍有共同生活的案例。從此以後，中國大陸報刊或日常用語中所出現的“一夫多妻”、“小老婆”等字眼，都僅僅是對“男性同時與多名女性保持不正當關係”現象的表述，而並非指一個丈夫可以事實上同時保持兩名以上法律認可的妻子。
改革开放后，中国大陆出现大量包养情妇（包二奶）的社会情况。2002年至2007年，中共中央查处了16位省部级高官，其中14人有包养情妇的情节。1997年修订的《刑法》规定了重婚罪。《婚姻法》在保護合法婚姻之餘，也規定非婚生子女享有與婚生子女同等的權利，任何人不得加以危害和歧視；此外《繼承法》規定非婚生子女同婚生子女享有同等的繼承權。同時，中國大陸現行法律已經廢除事實婚姻，同居亦不再非法。
2010年在東莞、珠三角等地女工性生活「一夫多妻較為普遍」引起正在北京出席全國「兩會」的人大代表、政協委員的高度關注。《南方都市報》3月8日推出的東莞女工性生活調查顯示，在制造業發達，男女性比例長期失調，僧多粥少的情況下，東莞工廠區「一夫多妻」（因為未結婚，實際上並不是夫妻，只是男女朋友）、女工「養」男友的情況普遍。

#### 香港
1841年，英國駐華商務總監义律率领的英軍佔領香港，发布公告，宣布在香港採取習慣法，即《大清律例》，管理当地居民。此后，香港政府一直依照清代婚姻习俗，承認“妾”的法律地位。但在判例中，法官对妾的地位有略为不同的见解。一，妾是第二个妻子；二，妾是地位低于妻子的配偶（法語：concubinage）。至1971年前，香港法律承认六种婚姻：按中华民国民法缔结的婚姻；按中华民国民法在香港及中華民国以外缔结的婚姻；按1843年中国婚姻习俗在香港缔结的婚姻；按香港婚姻条例缔结的婚姻；因同居关系而获亲友认可的夫妻关系；在外国按当地法律缔结的婚姻，包括中华人民共和国法律。
1930年，南京国民政府公布《民法·亲属编》，推动一夫一妻制。1950年，中华人民共和国政府制定《婚姻法》，彻底推行一夫一妻制。按香港政府分类，此类婚姻即中国新式婚姻（Chinese Modern Marriage）。原有的一夫一妻多妾制婚姻，即中国旧式婚姻（Chinese Customary Marriage）。
1948年10月，香港政府委托法律政策专员史德邻检讨香港实施的中国法律与习惯。1953年，史德邻报告公布，建议立法废妾。使妻子免受丈夫威迫，接受纳妾。当时，社会团体亦支持废除纳妾制度。立法废除纳妾的建议，受到以香港行政局议员罗文锦为代表的华人权贵的反对。1957年，香港总督葛量洪回覆英国殖民地部的资料指行政局华人议员全部反对立法（废除纳妾）。此后，英国政府在英国国会议员政治压力、以及个别官员对男女平等信念追求下，不断向香港政府施压。使得香港婚姻制度改革的尝试缓慢推进。1969年2月，香港总督在立法局施政报告中称，将启动婚姻法律改革的程序。1970年6月3日，《婚姻制度改革条例》草案提交立法局。
1971年7月8日，通过《婚姻制度改革条例》，大清律例被正式取消，「納妾制」才改為不合法，自当年10月7日起，在法律上实行一夫一妻制。
虽然香港法律在1971年确立了嚴格的一夫一妻制，但仍公开存在包二奶现象。例如在二十世纪八、九十年代，由于当时香港与内地收入消费差距极大，使得香港低收入的工薪族亦可以以较低的花费在深圳另组家庭，导致香港男性在深圳长期包养内地女性做二奶的现象浮现，九十年代中期，深圳部分村落由于住满二奶，曾被谑称为二奶村；而随着两地经济差距缩小，这一现象已逐步减少。
2008年，前保良局总理林依丽以个人名义入禀法院告特首曾荫权、民政事务局局长曾德成及律政司司长黄仁龙，称他们长期以来无视包二奶引发的社会问题，拖延立例。香港大法官邓国桢表示：“在一夫一妻制的基础上，男人可以包二奶，可以有情人、情妇，也可以与她们生儿育女，这些都是合法的，无需法例监管。”根據1993年制訂的《父母與子女條例》，非婚生子女與婚生子女均享有同等的遺產繼承權。

#### 臺灣
臺灣日治時期，日本民法規定一夫一妻。但對臺灣人納妾，政府多不干涉。日本還訂立本島男子納妾的條款，大致上是，妻超過四十歲而無子之男子，經過妻的首肯後，即可納妾。納妾之後，必須向警方報備。
1945年，第二次世界大戰結束，國民政府接管臺灣後，台湾适用中华民国法律，不允許新納妾，否則觸犯中華民國刑法第237條「有配偶而重為婚姻或同時與二人以上結婚者，處五年以下有期徒刑。相婚者亦同。」但是傳統習慣仍存在，許多門閥名人、巨商富賈納妾，少數政商名流在配偶之外，也公開擁有妾室。大企業家如王永慶（台塑）、林挺生（大同）、蔡潔生等，政治人物如前行政院長張俊雄、立法委員林進興，演藝界如主播傅達仁、演員雷洪、寇世勳等，均有檯面上的如夫人（實為“二奶”，不受法律保護）。只要未在法律上登記為配偶，且配偶不提告通姦，便無刑法責任。2020年通姦除罪化後，只有民事責任。
另外，两岸分治以后，部分迁台者被迫与原本的配偶在未离婚的状态下分离，其中许多人在台湾另行婚配，然而这之间的大多数人却都看到了他们另行婚配时所未预料到的两岸结束对峙、人员旅行往来重新被允许的历史变革，这以后这些人归陆访亲时发现自己本来在陆配偶亦仍然在世，他们陷入重婚状态。

#### 日本
古代日本根據『魏志倭人傳』記載「大人皆四五婦下戸或二三婦」，西元三世紀的日本存在過一夫多妻制，也有一夫多妻的妻問婚制度。到了大化革新之後，皇室及貴族亦推行一夫一妻多妾制，男子除正室外尚有多名側室。如天皇只會立一個皇后，並擁有人數不等的嬪妃；值得一提的是，平安時代的一條天皇因權臣藤原道長之故，擁有兩位正妻（皇后藤原定子、中宮藤原彰子），開啟「一帝二后」的平妻制度，往後直到鎌倉時代都還有天皇同時冊立皇后與中宮的紀錄，更因此延伸出「尊稱皇后」的制度。德川幕府將軍只會有一個正室叫做御台所，但可以有多個側室。大名也可能娶多個側室，側室比較多的像關白豐臣秀次超過三十人，但是正室還是只有一個。
日本封建時代如果不是正式的側室，那所生的子女也是被視為私生子（御落胤），繼承權就不明確。像德川秀忠的私生子保科正之是讓保科家收養，水野勝成的私生子水野勝俊則是水野勝成承認。平民也有明确的婚姻制度，在江戶幕府時代，與已婚女性通姦（不義密通）是重罪。
日本明治維新後，改行一夫一妻制，但明治天皇與皇后一條美子之間沒有生育，卻與多名宮中女官生育子女，而這些女官並未正式獲得天皇側室的名份，直到大正天皇登基，日本皇室才嚴格的遵循一夫一妻制，不再以女官為側室。

#### 朝鮮半島
朝鮮半島古代亦為一夫一妻多妾制，在朝鮮王朝時代，等級森嚴，兩班貴族、士大夫不能與中人、平民或賤民結為夫妻，等級高的男性只能納等級低的女性為妾，她們所生的子女亦承襲母親的階級，對親生父親及父親正室所生的兄弟姊妹要視為主人侍奉，地位如同奴僕。妾生之女多數亦會被配給士大夫、官員為妾，或嫁給士大夫、官員的庶子為妻。
除了極少數例子，如朝鮮王朝時代，明宗李峘在位期間，當時的大王大妃文定王后之兄尹元衡之妾鄭蘭貞（被封貞敬夫人）外，妾不能被扶正為正妻。

### 蒙古
在蒙古，男人可以娶多位正室以及妾（他們的妻可能是寡嫂與後母）。

### 印度
印度自古时号称实行一夫多妻，《摩奴法典》中有相关记载，但据历史记载只有帝王才实际上奉行一夫多妻（婆罗门除無子外只可结婚一次）。例如维加耶那加尔国王克里許納達伐拉亞就有众多妻子。
古印度法規定高等種姓可一夫多妻，最低等種姓一夫一妻。

### 欧洲
古代的欧洲，包括古希腊和罗马，形式上以一夫一妻为主流。但是罗马法律曾规定男子可以有一个妾，妾所生的儿子在法律上等同于私生子。

#### 俄羅斯車臣共和国
俄罗斯车臣共和国副總理曾說，由於戰爭太多男丁死亡，车臣的人口減少，正研究把一夫多妻合法化。「我們必須歡迎這個（一夫多妻的想法），因為我們國家有數百萬名孤獨的婦女。」伊斯蘭教為車臣人的主要宗教，《古蘭經》容許男性娶四名妻子，亦是因為當時戰亂頻仍，大量男性死亡，女性無人照顧，才會容許多妻，其用意並非鼓勵男性多妻，而是須照顧因戰亂而獨留在世的寡婦，以及伴隨的失怙孤兒。且要求男性有能力負擔供養多於一名妻子，並要對各妻子都平等對待，每娶一名新妻子都要得到現有妻子的同意。但是根據民意調查，大部分當地女性都反對這個想法。

### 美國
早期的摩門教实行一夫多妻，現時分支耶穌基督後期聖徒教會於1890年正式宣布結束多妻制度，並從1904年開始將實行多妻制度的會友開除教籍或禁止他們加入教會。但是關於多妻制度的《教義和聖約》第132章仍然存在於教會的標準經文中。美國聯邦政府因多妻制度監禁教會會友，沒收教會財產，並只要摩門教不終止實行多妻制度聯邦政府禁止猶他從美國領地升格成為猶他州。在這個時候，教會宣布收到停止實行多妻制度的啟示。不過也有偷偷實行此教義的例子。另一分支基本教義派的耶穌基督後期聖徒教會還是多妻制度。分佈在亞利桑那州的科羅拉多市和猶他州的希爾戴爾聯合起來的雙城的社區中，基本教義派的耶穌基督後期聖徒教會仍然实行一夫多妻。美國劇集《三楼大丈夫》便是根據此基督教教派的一夫多妻制度而改編，主角信奉摩门教，有3名妻子。

## 各宗教

### 回教
回教世界自古实行容许一夫多妻的沙里亞法，容許男性最多娶四名妻子，前提是必須對各妻子公平相待並妥善照顧。并允许男性穆斯林与女奴发生性关系。古代回教國家君主一般不实行四妻制，配偶人数没有限制，除多于四名的正妻外，还可以有多名不同等级的妃嫔以及无配偶身份的姬侍。奥斯曼帝国苏丹在蘇里曼一世前不結婚，但在托普卡珀後宮養女奴。由女奴为蘇丹生育子女，再選出王儲。现代回教國家，君王同时拥有多位妻子的情况仍普遍存在。
大部分由回教徒主导的国家仍然保留容许一夫多妻的传统沙里亞法，容許男性最多娶四名妻子，前提是必須對各妻子公平相待並妥善照顧。极少数的国家禁止多妻制，但多妻制现象依然存在。
虽然多数回教国家允许多妻制，但有些国家则对娶第二位妻子做出了一定的限制。如巴基斯坦和摩洛哥，男子要得首任妻子首肯，才获准娶第二位妻子。

### 犹太教
猶太人在公元9世纪以前也通行一夫多妻制。

### 基督教
《舊約聖經》中有多位一夫多妻的人物。在現代也有一些現代的學者認為《聖經》主張一夫多妻制，如威廉·拉克（William Luck）及布萊恩·羅賓森（Blaine Robinson）。  
聖經中，不同時代與不同地區，有不同的婚姻制度。以色列人的始祖雅各，娶了兩個正妻利亞和利亞的妹妹拉結，另外有兩個妾，是使女辟拉和使女悉帕。到了摩西立法，婚姻制度轉為利未婚，規定人若死了、沒有孩子、他兄弟當娶他的妻、為哥哥生子立後。但是弟弟原先娶的妻子並沒有要離婚。是有限度接受一夫多妻的狀況。

## 經濟上的一夫多妻
有些富有和擁有政治權力的男性會和妻子以外的人交往，其他男性擁有一位妻子或甚至沒有妻子。
但這不符合群體的經濟原則，一些男性和女性，在一夫一妻社會中從未得到配偶，而一夫多妻制度，會讓更多男性找不到配偶，從而使得社會治安敗壞、生育率降低、以及遺傳因子單一化。
雖然多數國家規定一夫一妻，但實際上藉由多次婚姻及私生子女，富裕男性仍然可以獲得實質一夫多妻制；許多西方國家對贍養費的規定是讓前妻能獲得與丈夫相同水準的生活、也規定男性有義務給予私生子女的母親抚养费，這代表富裕男性離婚及擁有私生子女也會付出很大的代價，減少了一夫多妻。
在過去20世紀中期以前，女性沒有經濟能力，需要依附男性生活，因此一夫多妻制，在經濟不景氣時可以讓較多女性得到經濟保障。現在社會，女性經濟獨立的比例大增，不再需要藉婚姻得到經濟保障，也降低了一夫多妻的比例，但仍有男性高單身率及其引發的社會問題。